# 3 Јунона
3 Јунона (лат. 3 Juno) је астероид главног астероидног појаса са пречником од приближно 233,92 km.
Афел астероида је на удаљености од 3,350 астрономских јединица (АЈ) од Сунца, а перихел на 1,989 АЈ.
Ексцентрицитет орбите износи 0,254, инклинација (нагиб) орбите у односу на раван еклиптике 12,982 степени, а орбитални период износи 1593,549 дана (4,362 година).
Апсолутна магнитуда астероида је 5,33 а геометријски албедо 0,238.